# La Flamengrie (Aisne)
La Flamengrie ist eine französische Gemeinde mit 1.098 Einwohnern (Stand: 1. Januar 2022) im Département Aisne in der Region Hauts-de-France (vor 2016: Picardie); sie gehört zum Arrondissement Vervins und zum Kanton Vervins.

## Geographie
Die Gemeinde La Flamengrie liegt an der Grenze zum Département Nord im Nordosten der Landschaft Thiérache, 16 Kilometer nordwestlich von Hirson und etwa 41 Kilometer ostnordöstlich von Saint-Quentin. Hier entspringt der Noirrieu. Durch die Gemeinde führt die Route nationale 2. Nachbargemeinden von La Flamengrie sind Floyon und Larouillies im Norden, Étrœungt im Norden und Nordosten, Rocquigny im Nordosten und Osten, Clairfontaine im Südosten, La Capelle im Süden, Buironfosse im Südwesten sowie Le Nouvion-en-Thiérache im Westen.

## Bevölkerungsentwicklung
| Jahr                       | 1962 | 1968 | 1975 | 1982 | 1990 | 1999 | 2006 | 2012 | 2022 |
| -------------------------- | ---- | ---- | ---- | ---- | ---- | ---- | ---- | ---- | ---- |
| Einwohner                  | 1093 | 1041 | 951  | 1023 | 1073 | 1099 | 1053 | 1138 | 1098 |
| Quellen: Cassini und INSEE |      |      |      |      |      |      |      |      |      |

## Sehenswürdigkeiten
- Kirche Nativité-de-la-Sainte-Vierge aus dem Jahre 1711
- Monument de la Pierre d’Haudroy, das Denkmal für die Ankunft der deutschen Unterhändler im November 1918 (nahe der Nachbargemeinde La Capelle)

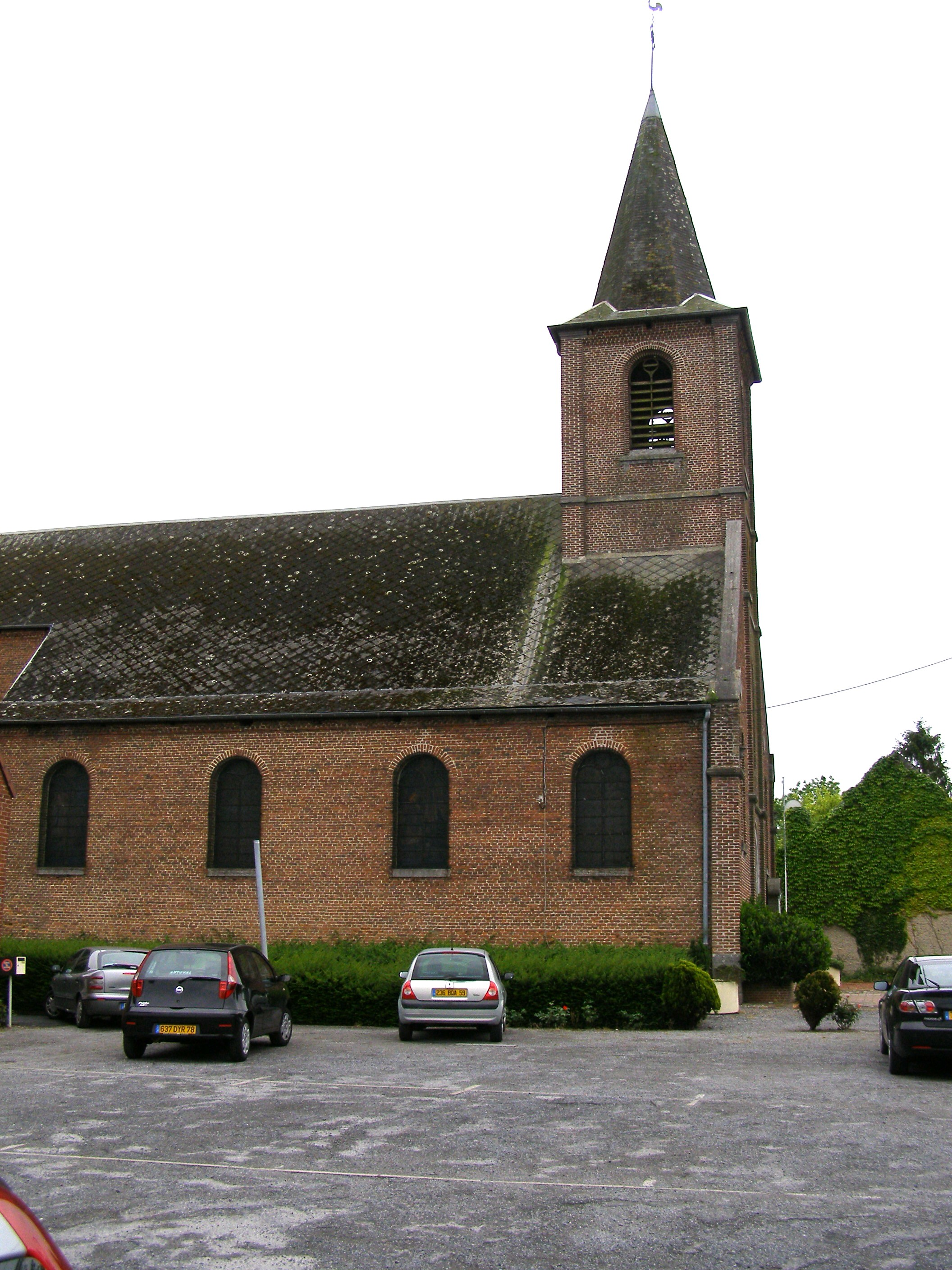
Kirche Nativité-de-la-Sainte-Vierge
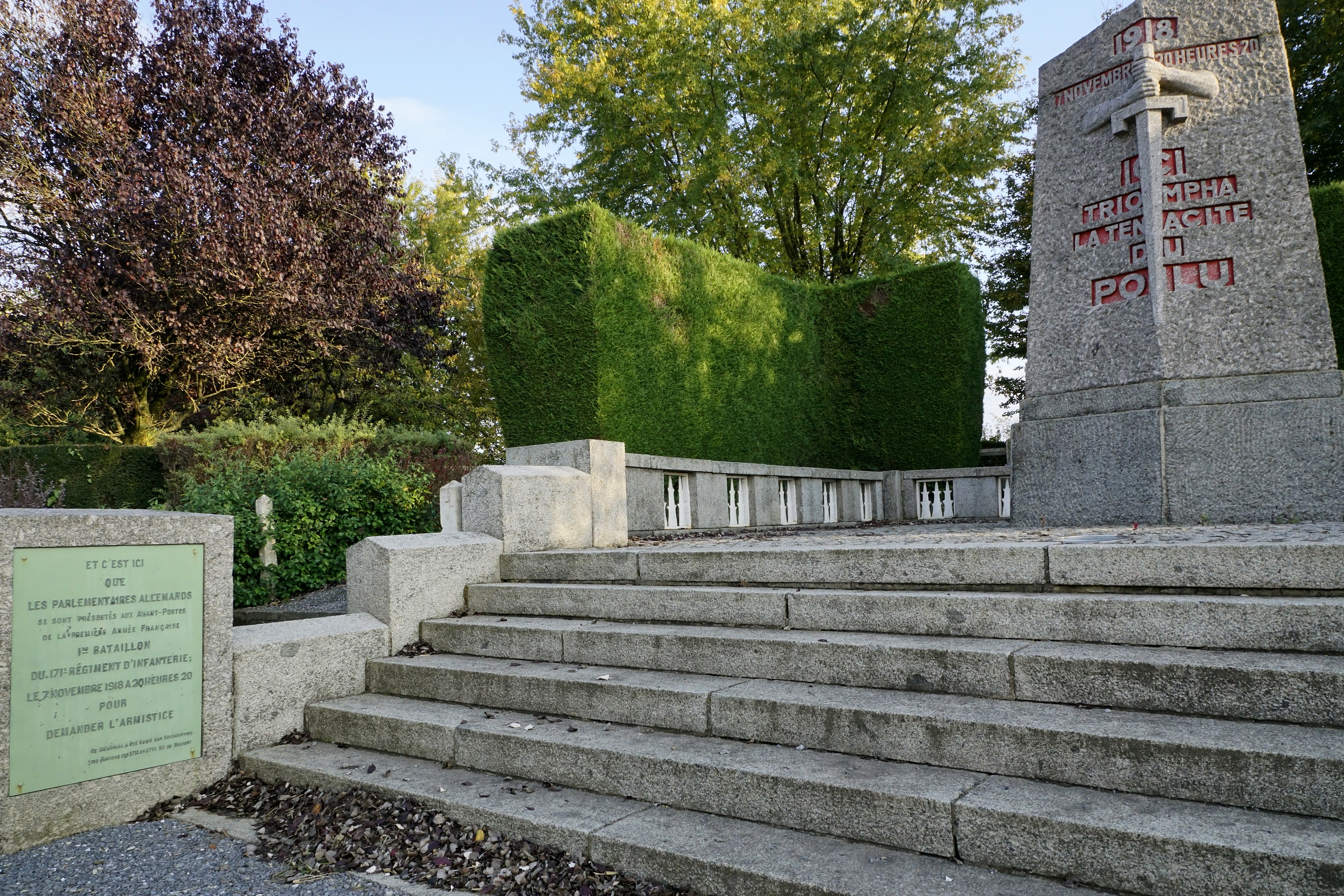
Monument de la Pierre d’Haudroy